# Спринг-Крик (тауншип, округ Норман, Миннесота)
Спринг-Крик (англ. Spring Creek) — тауншип в округе Норман, Миннесота, США. На 2000 год его население составило 83 человека.

## География
По данным Бюро переписи населения США площадь тауншипа составляет 93,5 км², из которых 93,2 км² занимает суша, а 0,3 км² — вода (0,33 %).

## Демография
По данным переписи населения 2000 года здесь находились 83 человека, 29 домохозяйств и 20 семей. Плотность населения —  0,9 чел./км². На территории тауншипа расположено 36 построек со средней плотностью 0,4 построек на один квадратный километр. Расовый состав населения: 97,59 % белых, 1,20 % азиатов, 1,20 % — других рас США. Испанцы или латиноамериканцы любой расы составляли 2,41 % от популяции тауншипа.
Из 29 домохозяйств в 34,5 % воспитывались дети до 18 лет, в 62,1 % проживали супружеские пары, в 6,9 % проживали незамужние женщины и в 31,0 % домохозяйств проживали несемейные люди. 24,1 % домохозяйств состояли из одного человека, при том 10,3 % из — одиноких пожилых людей старше 65 лет. Средний размер домохозяйства — 2,86, а семьи — 3,55 человека.
31,3 % населения — младше 18 лет, 7,2 % — в возрасте от 18 до 24 лет, 19,3 % — от 25 до 44, 34,9 % — от 45 до 64, и 7,2 % — старше 65 лет. Средний возраст — 35 лет. На каждые 100 женщин приходилось 102,4 мужчин. На каждые 100 женщин старше 18 приходилось 111,1 мужчин.
Средний годовой доход домохозяйства составлял 12 292 доллара, а средний годовой доход семьи —  23 750 долларов. Средний доход мужчин —  23 750  долларов, в то время как у женщин — 16 250. Доход на душу населения составил 9 214 долларов. За чертой бедности находились 18,2 % семей и 37,3 % всего населения тауншипа, из которых 56,3 % младше 18 и 66,7 % старше 65 лет.